# Matthew Dear
Matthew Dear (Kingsville, 4 aprile 1979) è un disc jockey e produttore discografico statunitense.

## Discografia
Album
- 2003 -  Leave Luck to Heaven
- 2004 -  Backstroke
- 2007 -  Asa Breed
- 2008 -  Asa Breed Black Edition
- 2010 -  Black City
- 2012 -  Beams
- 2017 -  DJ-Kicks
- 2018 -  Roads Less Travelled
- 2021 -  Preacher's Sigh & Potion: Lost Album

EP
- 2003 - EP1
- 2003 - EP2
- 2007 - Don and Sherri
- 2012 - Headcage

Singoli
- 2000 - Irreparably Dented
- 2001 - Stealing Moves
- 2003 - Dog Days
- 2004 - Anger Management / Future Never Again
- 2007 - Deserter

Raccolte
- 2008 - Beginning of the End: Spectral Sound Singles

Altri
- Little Dark Age (Matthew Dear Album Remix)